# Menhir de la Murtra (Santa Cristina d'Aro)
El Menhir de la Murtra és un monument megalític de granit situat al poble de Romanyà de la Selva, entitat del municipi de Santa Cristina d'Aro, (Baix Empordà), declarat Bé cultural d'interès local.
Es troba al massís de les Gavarres, a prop de la Cova d'en Daina i no s'ha de confondre amb el Menhir de la Murtra de Sant Climent Sescebes.
És de “2 '35 m. d'alt, més uns 0' 70 m. que són enfonsats. D' ample amida 0'70 m. i 0'56 m de grossor” i es pot datar del 4.500 BP (abans del present).
El menhir estava tirat a terra i el van aixecar el 1952 i “assentar a uns 5 metres a l'Oest del lloc on es trobava, per assegurar així la seva estabilitat”.